# 4finance
4finance AS е международна финансова компания със седалище в Рига, Латвия.
Тя си поставя за цел да доставя на клиентите си по света финансови услуги.
Изпълнителен директор е George Georgakopoulos. Компанията е основана през 2008 г. в Латвия. Тя оперира на територията на 17 страни – България, Аржентина, Армения, Чехия, Дания, Доминиканска република, Финландия, Грузия, Латвия, Литва, Мексико, Полша, Румъния, Словакия, Испания, Швеция и САЩ.
Продуктите, които предлага 4finance са кредит до заплата (Single Payment Loan), кредит на вноски (Instalment Loan) и кредитна линия (Line of Credit).
Търговските марки (брандовете), които използва компанията, са Vivus, Zaplo, Fleksiuotto, Pozickomat, Kimbi, Onnen, Creditocajero, MyCredit, POS, Ondo, SMScredit и Onea.

## История
Компанията е основана на през 2008 г. в Латвия с пускането на сайта smscredit.lv. По-късно през годината отваря врати офис и в Литва.
През 2009 г. стартира първата голяма маркетингова кампания. Компанията започва да работи и на пазара във Финландия. По същото време в Латвия започва да функционира сайтът vivus.lv, където клиентите вече могат да се възползват от по-големи суми за кандидатстване.
През 2010 г. основният фокус се насочва върху обслужването и грижата за клиентите. Всички сайтове са регистрирани и преместени на нова IT платформа и са стартирани големи социални проекти. Броят на кредитите се е увеличил 3 пъти в сравнение с предходната година и започва отпускането и на offline кредити. 4finance започва да оперира и в Швеция.
В Латвия и Литва започват да се предлагат още по-големи кредити.
През 2012 г. в Швеция започват да се предлагат и депозити, а 4finance се разширява и на териториите на Дания, Полша и Испания.
В първата половина на 2013 г. компанията започва работа в Грузия, Чехия и Словакия, а през месец декември и в България (сайтът vivus.bg).
През 2014 г. започват да се предлагат 24-месечни кредити във Финландия и Полша. Изгражда се нов мениджърски подход и нова структура.
През 2015 г. започват работа офиси в Армения, Румъния, Аржентина, Мексико и САЩ.
През 2016 г. се открива офис на компанията и в Доминиканска република.

## България
4finance Group започва да оперира в България през декември 2013 г., като регистрира дружество с фирма „4финанс“ ЕООД.